# 川口市立芝西小学校
川口市立芝西小学校（かわぐちしりつ しばにししょうがっこう）は、埼玉県川口市芝西にある公立小学校。

## 沿革
- 1963年4月1日 - 川口市立芝小学校から分離して川口市立芝西小学校として開校
- 1963年8月29日 - 校旗、副校旗、学年旗、校章制定
- 1963年10月1日 - 開校記念日を10月1日と定める
- 1964年10月1日 - 校歌制定[1]
- 2013年10月1日 - 開校50週年

## 教育目標
- よく考える子
- 思いやりのある子
- たくましい子[2]

## 通学区域
- 伊刈 - 一部
- 小谷場 - 一部
- 大字芝 - 一部
- 芝塚原 - 一部
- 芝西 - 一部[3]